# Petalanthes
Petalanthes is een geslacht van vlinders van de familie sikkelmotten (Oecophoridae), uit de onderfamilie Oecophorinae.

## Soorten
- P. diploxantha Meyrick, 1914
- P. hexastera Meyrick, 1884
- P. microphrica Turner, 1935
- P. periclyta Meyrick, 1884
- P. sphaerophora Meyrick, 1883